# 2015年5月尼泊爾地震
2015年5月尼泊爾地震，是指於尼泊爾標準時間2015年5月12日下午12時35分所發生的芮氏規模7.3地震，震央位於加德滿都東南方的科达里（Kodari）附近，深度為18.5公里。由於震央與4月25日的地震相近，只是略再往東，所以被美國地質調查局認為是4月25日地震後超過100次的餘震之一，但是規模較大。此次地震連印度北部的比哈尔邦、北方邦、西孟加拉邦與其他地區都有震感。
幾分鐘後，另一起6.3級地震在加德滿都東邊的拉梅恰布市發生。這次地震影響了孟加拉國、中国與印度的其他邦，甚至連距離數千公里遠的新德里也有震感。當地也因為建築物搖晃而緊急疏散了上班族。

## 人員傷亡與損失
| 國家   | 死亡 | 受傷                 | 參考來源 |
| ------ | ---- | -------------------- | -------- |
| 尼泊尔 | 153  | 超过2,500            |          |
| 印度   | 62   | 不详（报道为“很多”） | [ 8 ]    |
| 中國   | 1    |                      | [ 9 ]    |
|        | 2    |                      | [ 10 ]   |
| 總計   | 218  | 超過2,500            |          |

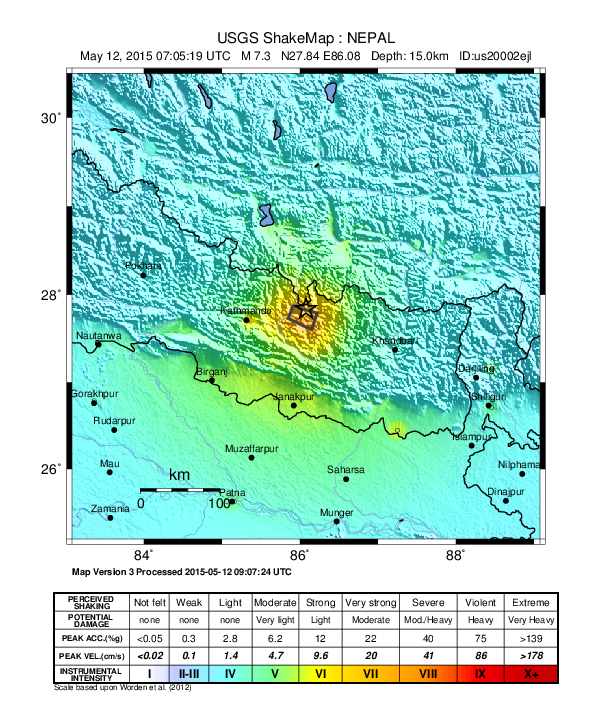
USGS的震動分布圖

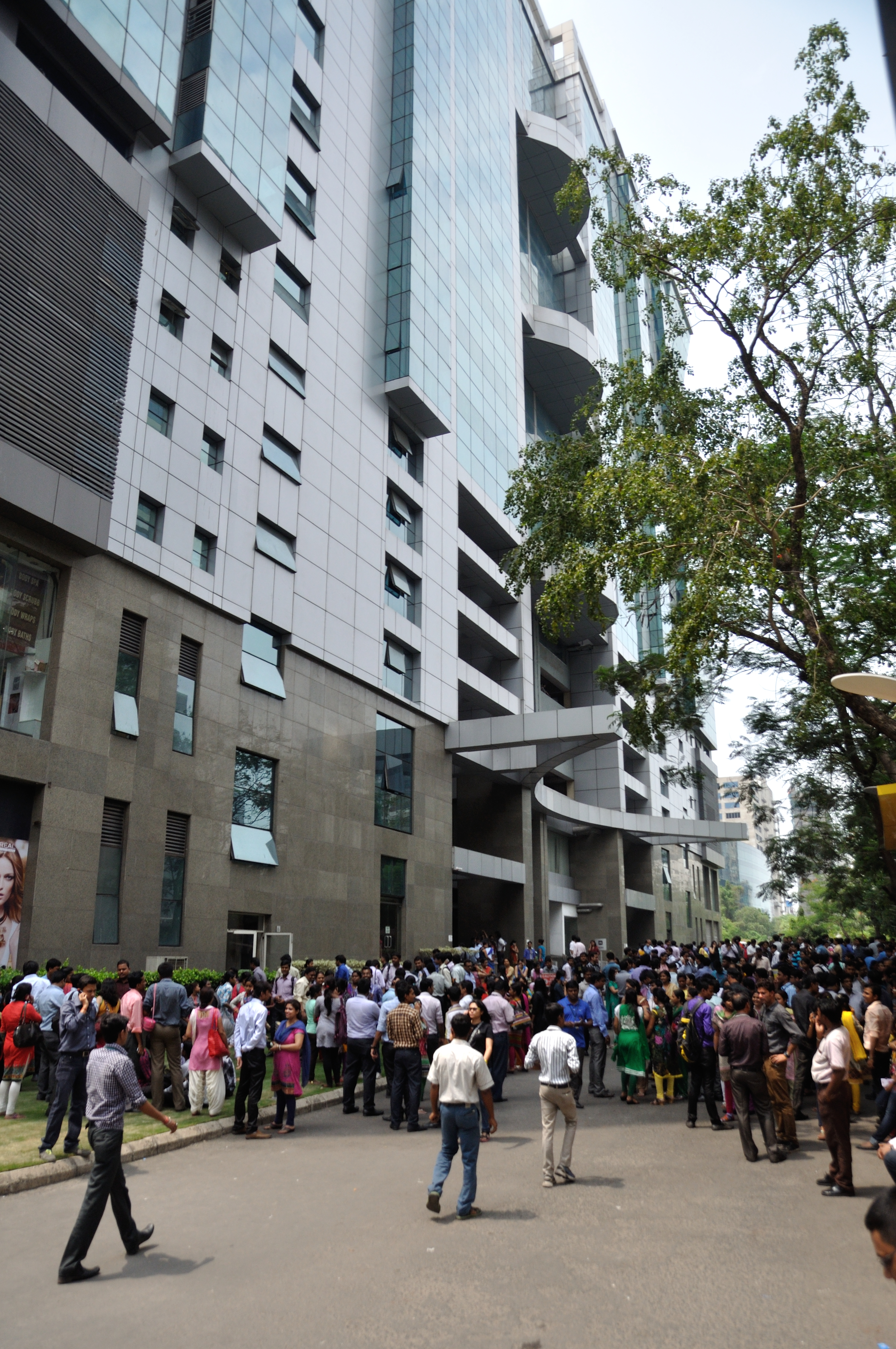
地震發生時，被緊急疏散的加爾各答辦公人員

在4月25日的地震發生後，當地有很多人露宿街頭，此次地震又造成了群眾恐慌。一位目擊者稱，第一次地震發生時，大家還能保持安靜；但第二次地震發生的數秒鐘後，每個人都開始尖叫，「地震真的、真的非常劇烈。即使地震停止了，人們還是在尖叫。」地震導致了新的山崩，並摧毀了一些上次地震時倖存的建築物。
在尼泊爾，至少有50人死於此次地震，有超過1250人受傷，主要集中在東北部的山區 ，75個縣中，至少有32個受到地震影響。加德滿都的街道被帳篷佔滿，因為人們不敢待在家中；珠穆朗瑪峰周圍地區也傳出新的災情 。
在印度，至少17人死於此次地震，德里地鐵因逃離家園與工作場所的大量人潮而被迫暫時停駛 ；比哈尔邦有16人死亡，北方邦一人死亡，中國的西藏自治區有一名婦女在駕車時被落石擊中而死亡。
一架載著6名美國海軍陸戰隊隊員，與2名尼泊爾士兵的UH-1直升機於前往尼泊爾中部執行救災任務時失蹤。巴爾達·巴哈杜爾營（Barda Bahadur Batallion）的副指揮官Rajan Dahal稱，「我們得到的訊息是它已墜入河中，但是還沒有找到直升機。」5月15日，直升機的殘骸已在澤里果德以北8英里被尋獲，但沒有發現生還者。美國官員稱，既使如此，美國仍會持續進行在尼泊爾的救災行動。

## 救災
尼泊爾陸軍為主，印度陸軍偕同的多國聯合救援行動持續進行中，他們救出了受困群眾，並發放了數噸的救災物資。
地球物理学家Amy Vaughan女士稱，經過5月12日的地震後，未來數日至數月間，當地此種等級以上地震發生的機率會逐漸減少，但餘震還可能會再增加。